# العيينه (مركز عشيرة)
العيينه قرية سعودية، تتبع مركز عشيرة التابعة لمحافظة الطائف في منطقة مكة المكرمة. تقع في شمال الطائف، وتبعد عنها قرابة 84 كم.

## وصف القرية
تبعد القرية عن المركز حوالي 9 كيلو متر بإتجاه الغرب، نوع الطريق أسفلت. أقرب مدينة أو قرية بها مركز وخدمات صحية هو مركز اللسنة الذي  يبعد حوالي 9 كم من القرية. خدمات التعليم: مدرسة سعيد بن المسيب الابتدائية بنين، ومدرسة العيينه الابتدائية بنات. يوجد في القرية خدمة بلدية وخدمة بريد وبث تلفزيوني.